# IC 3290
IC 3290 је спирална галаксија у сазвјежђу Кентаур која се налази на листи објеката дубоког неба у Индекс каталогу.
Деклинација објекта је - 39° 46' 33" а ректасцензија 12h 25m 8,8s. Привидна величина (магнитуда) објекта IC 3290 износи 12,1 а фотографска магнитуда 13,0. IC 3290 је још познат и под ознакама ESO 322-4, MCG -6-27-24, AM 1222-392, DCL 35, PGC 40470.